# Alexandre Lopes
Alexandre Lopes (nacido el 29 de octubre de 1974) es un exfutbolista brasileño que se desempeñaba como defensa.
Alexandre Lopes jugó 3 veces para la selección de fútbol de Brasil entre 1995 y 1996.

## Trayectoria

### Clubes
| Club                 | País   | Año       |
| -------------------- | ------ | --------- |
| Criciúma             | Brasil | 1994-1995 |
| Corinthians Paulista | Brasil | 1996-1997 |
| Sport Recife         | Brasil | 1997-1998 |
| Fluminense           | Brasil | 1999-2000 |
| FC Spartak de Moscú  | Rusia  | 2000-2001 |
| Goiás                | Brasil | 2001-2002 |
| Vitória              | Brasil | 2002      |
| Mirassol             | Brasil | 2002      |
| Tokyo Verdy          | Japón  | 2002-2003 |
| Internacional        | Brasil | 2004      |
| Portuguesa Desportos | Brasil | 2005      |

### Selección nacional
| Selección | País   | Año       |
| --------- | ------ | --------- |
| Absoluta  | Brasil | 1995-1996 |

## Estadística de equipo nacional
| Selección de fútbol de Brasil | Selección de fútbol de Brasil | Selección de fútbol de Brasil |
| Año                           | Part.                         | Goles                         |
| ----------------------------- | ----------------------------- | ----------------------------- |
| 1995                          | 1                             | 0                             |
| 1996                          | 2                             | 0                             |
| Total                         | 3                             | 0                             |